# Can Canyes
Can Canyes és una obra del municipi de Sant Llorenç d'Hortons (Alt Penedès) inclosa en l'Inventari del Patrimoni Arquitectònic de Catalunya.

## Descripció
Es tracta d'una masia a dues vessants de planta rectangular, de planta baixa i pis amb eixamples del segle xix. Les finestres de la planta baixa conserven reixes. L'accés és pel portal adovellat, gran entrada, cuina amb restes d'un antic foc de rotllo amb escons, menjador pairal amb una capelleta de Sant Josep, cambra amb forn de pa i gran pastera, i espaiosos cellers. Una escala parteix de l'entrada i condueix al pis superior del qual cal remarcar la tradicional sala repartidora de les cambres moblades amb mobles i treballs manuals antics i un curiós rellotge de sol que restà a l'interior en eixamplar una ala de la casa, està força ben conservat i amb colors destacats i la llegenda "Polo 10 Anno 1773 Steve" (Esteve era el cognom tradicional de la casa). Compta amb espitlleres arreu, un plat de ceràmica catalana "de la ditada" enganxat a un mur, i un espaiós pati-clos emmurallat al davant de la casa amb una petita vinya, estables i d'altres serveis annexos, tancats tots per un gran baluard.

## Història
La casa es comprà el segle xviii als frares agustins del Convent o Casa de Déu de Miralles (al costat de Gelida), desamortitzat posteriorment per la llei de Mendizabal. A la façana hi ha un rellotge de sol amb la data de 1874 i la repetida llegenda "Jo sense sol i tu sense fe no som res".